# الدوري الشمالي لكرة القدم 1928–29
الدوري الشمالي لكرة القدم 1928–29 (بالإنجليزية: 1928–29 Northern Football League)‏ هو موسم من الدوري الشمالي لكرة القدم ‏. فاز فيه Stockton F.C. ‏.